# Association générale des étudiants de Caen
Pour les articles homonymes, voir AGEC.
L'Association générale des étudiants de Caen (AGEC) est une association étudiante créée le 15 février 1884. Elle est souvent surnommée "l'A". Elle s'occupe de la vie des étudiants en dehors des cours par le biais d'activités telles que le sport, les bals, les monômes. Elle adhère à l'UNEF dès sa création en 1907.

## Histoire

### Création

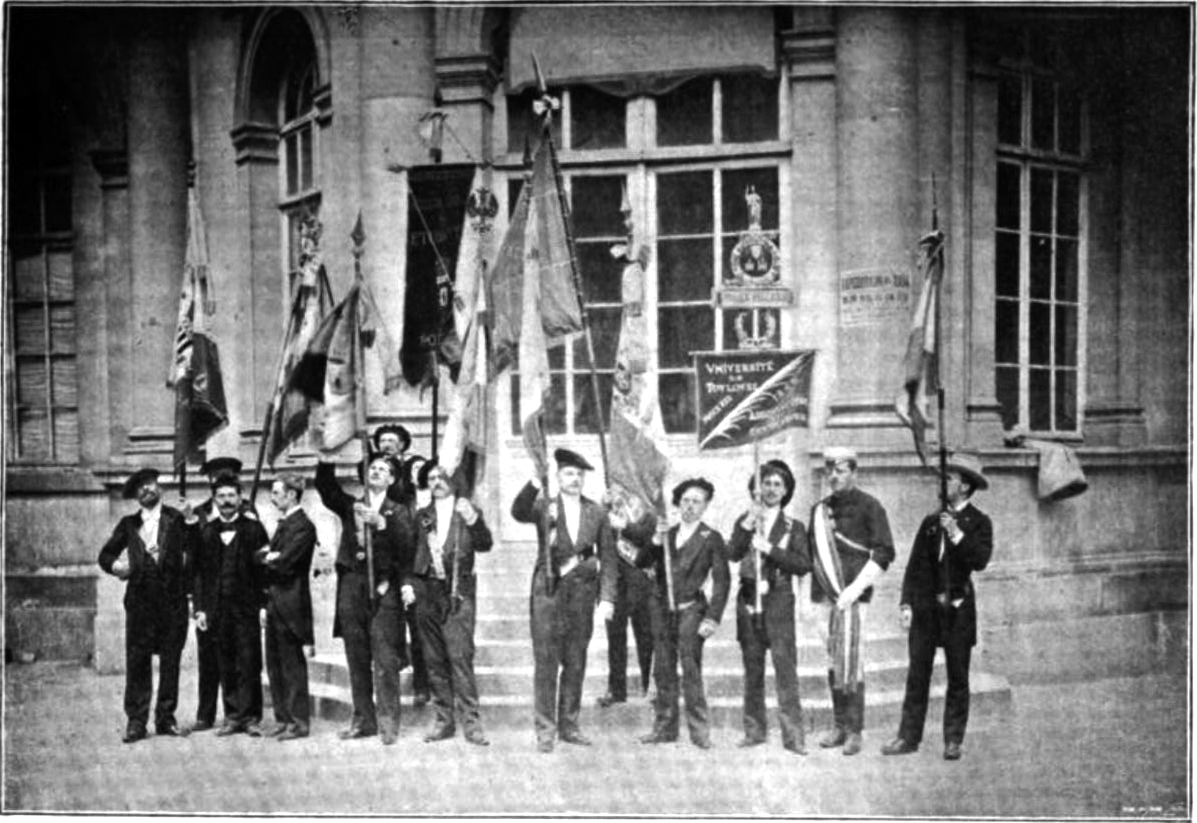
L'AGEC lors l'inauguration du nouveau palais de l'université les 2 et 3 juin 1894

L'A fut créée le 15 février 1884 à Caen à l'initiative d'un étudiant en Lettres, Haumant. L'idée est de créer un cercle à l'image de ceux qui existent déjà à Nancy et à Paris. C'est la quatrième association générale des étudiants (AGE) à être fondée en France. Elle porte initialement le nom d'« Association Générale des Étudiants des facultés et de l'école de médecine et de pharmacie de Caen » et c'est en 1894 qu'elle prend son nom définitif. En 1900, elle participe au congrès international de Paris qui rassemble des associations étudiantes. Elle adhère dès sa création à l'Union nationale des étudiants de France (UNEF) en 1907 et le premier secrétaire de l'UNEF est un caennais : Gosselin. En 1918, des étudiantes fondent « l'A' ». Cette association fusionne avec l'A en 1931. L'association est reconnue d'utilité publique par un décret du 2 juillet 1921. La ville de Caen offre à l'association un terrain sur l'avenue Albert-Sorel à côté de la maison des étudiants (inaugurée en 1928) sur lequel est construit en 1931 le cercle des étudiants, dit maison de l'A.
Elle fête son cinquantenaire au début du mois de juin 1934. À la suite de ces fêtes, une amicale des anciens de l'A est créée dont le président d'honneur est M. Haumant.

### La Seconde Guerre mondiale
Dès l'arrivée des Allemands en juin 1940, la maison des étudiants et le siège de l'A sont réquisitionnés pour une garnison. Les étudiants s'organisent et occupent un petit local dans la cour de la Monnaie. Dans ce petit local, les étudiants encore présents peuvent discuter, écouter de la musique.
Louis Laisney, président de l'AGEC en 1941-1943 appartient au Réseau Hector et tient clandestinement les Assemblées Générales malgré l'interdiction de l'occupant.
Les étudiants de l'A s'engagent dans le secours des populations sinistrées par les bombardements de 1944. Les internes en médecine participent aux premiers secours avec leurs professeurs. Elle met en place un service d'entraide étudiant dans la région afin de retrouver tous les étudiants. L'A profite de la rentrée solennelle de l'université le 14 décembre 1944 en présence du ministre de l'Éducation, René Capitant pour lui faire visiter son siège.

### La guerre d'Algérie
Dès le retour au pouvoir du général de Gaulle, le journal de l'association Can-Caen sert de tribune pour les opposants à la guerre. Pierre Vidal-Naquet, qui enseigne à l'université de Caen y publie anonymement des articles. L'association se prononce pour la paix en Algérie et organise une première manifestation le 27 octobre 1960. L'association compte alors un millier d'adhérents.

### Scission et positionnement
En mars 1963, des étudiants font scission et fondent la Fédération générale des étudiants de Caen (FGEC) affiliée à la FNEF.
Lors de l'assemblée générale du 15 janvier 1965, l'AGEC décide de s'engager dans la lutte pour des réformes structurelles de l'Université plutôt que l'allocation d'étude.

### 68 et ses conséquences
Après la guerre d'Algérie, l'UNEF et l'AGEC sont en perte de vitesse. Au milieu des années 1960, l'UNEF est partagée entre deux courants : les « statutaires » (ou la majo) et les « structuristes » (la mino). La première tendance est qualifiée de « réformiste » et s'occupe des problèmes matériels des étudiants et leur statut dans la société. La seconde est qualifiée, quant à elle, de « radicale » car elle est favorable à remise complète de l'enseignement supérieur comme de la société. À Caen, c'est la seconde tendance qui est majoritaire. Comme dans la structure nationale, l'AGEC est traversée par des courants et des influences politiques : l'UEC (l'Union des Étudiants Communistes) est influente jusqu'en 1966. Des scissions entraînent la création de la JCR. À Caen, c'est le secteur Lettres de l'UEC et donc de l'AGEC qui participe à la création de cette nouvelle organisation politique. Le bureau de l'AGEC élu à la fin du mois de février 1968 est dominé par l'ESU (Étudiants Socialistes Unifiés, branche estudiantine du PSU).

#### La visite du ministre
Le 18 janvier 1968, le nouveau ministre de l'Éducation Alain Peyrefitte vient à Caen pour inaugurer le nouveau bâtiment des Lettres. L'AGEC appelle à se rassembler dans la cour d'honneur à partir de 16h. Les revendications de l'AGEC portent sur la non-sélection à l'entrée de l'université et l'allocation d'études notamment. Près de 1 500 personnes attendent le ministre qui préfère entrer par l'arrière du bâtiment. Après une prise de parole des leaders de l'AGEC, la foule se déplace vers le haut du Gaillon pour tenter d'approcher le ministre. Craignant des incidents, les dirigeants de l'AGEC décident de former un cortège pour partir défiler en ville. Des incidents ont finalement lieu devant l'université entre les forces de l'ordre et les étudiants qui étaient restés sur le campus. L'AGEC, dans les jours suivants, se désolidarise de ces actes. Pendant les incidents, le bureau de l'AGEC arrive à s'entretenir avec le ministre.

#### Les étudiants solidaires des ouvriers
Au début du mois de janvier 1968, une grève se déclenche à la Saviem à Blainville-sur-Orne. La grève tourne à l'affrontement avec le patron et le préfet du Calvados. Une manifestation est organisée en solidarité le 26 janvier 1968. Les étudiants s'y associent et rejoignent le cortège intersyndical de 7 000 personnes qui défilent dans les rues de Caen. À proximité de l'hôtel de préfecture du Calvados, les jeunes ouvriers spécialisés et les étudiants sortent de leurs proches des boulons, des billes d'acier et s'en prennent aux forces de l'ordre. Les incidents avec les forces de l'ordre se prolongent dans la nuit. Le quotidien Ouest-France titre le lendemain « Scènes d'émeute hier à Caen ». D'autres conflits sociaux éclatent dans l'agglomération caennaise, les étudiants de l'AGEC organisent alors des quêtes dans les restaurants universitaires. Des projections sont aussi organisées à la maison de l'A.

#### Le mai caennais
Le 3 mai, l'AGEC publie un communiqué de soutien aux étudiants de l'université de Nanterre qui se sont fait évacuer par les forces de l'ordre et décide d'un rassemblement de soutien le 6 mai. Parallèlement, le département de sociologie se met en grève pour réclamer un second cycle d'étude. Le 6 mai, les étudiants de sociologie occupent l'institut de sociologie au 5e étage du bâtiment Lettres. En fin d'après-midi, 500 étudiants se rassemblent dans la cour d'honneur du campus en soutien aux étudiants parisiens puis partent en cortège dans la ville. Le 7 mai, l'AGEC appelle à la grève. Elle est d'abord peu suivie puis prend de l'ampleur. Le 10 mai, l'AGEC organise un meeting qui rassemble 1 200 étudiants ; une manifestation rassemble 2 000 personnes. À la suite de la répression de la nuit des barricades, une assemblée générale décide de l'occupation du bâtiment Lettres. L'AGEC prend contact avec les organisations syndicales pour organiser une journée de grève le 13 mai accompagnée d'une manifestation. Celle-ci rassemble entre 7 000 et 10 000 personnes.
Le 15 mai, une assemblée générale en Lettres propose la dissolution du conseil de la faculté, ce que celle-ci accepte. Le 16 mai, devant 2 000 personnes, l'assemblée générale proclame « l'université populaire et autonome ». L'AGEC s'efface au profit des comités d'action qui mènent la lutte. D'ailleurs, ces derniers jugent l'AGEC « trop molle ». Le 29 mai, l'AGEC participe à la journée « Caen ville morte ».

#### Les conséquences
Après les événements des mois de mai-juin, le pouvoir met en place une réforme de l'enseignement supérieur : la loi Faure. Dès son esquisse, l'AGEC réagit négativement : « ce n'est rien d'autre qu'une réforme Fouchet améliorée ». Mais au sein de l'AGEC, les avis ne sont pas si tranchés. Les querelles entre les diverses tendances remontent à la surface et s'intensifient. Des étudiants fondent la FIDEC (Fédération Intercorporative Des Étudiants de Caen) le 18 septembre 1968, l'organisation se réclame du syndicalisme mais apolitique - au contraire de l'AGEC - et veut agir uniquement dans le domaine universitaire. L'organisation est favorable à la loi Faure.
L'assemblée générale de l'AGEC du 12 décembre 1968 est cruciale pour sa survie. Devant 500 personnes, une dizaine de courants différents selon Ouest-France s'affrontent pour le contrôle du syndicat. Finalement, 165 personnes prennent part au vote et refusent le quitus au bureau sortant. Un nouveau bureau est élu. Mais il ne tient pas longtemps et démissionne le 9 janvier 1969. Lors des premières élections des représentants étudiants dans les UER, l'AGEC ne donne par de consigne particulière de vote alors que l'UNEF appelle au boycott. En Sciences, les membres de l'AGEC appellent à la non-participation. À l'opposé, les militants communistes au sein de l'AGEC se regroupent dans un « comité UNEF Renouveau » et appellent à participer « pour ne pas faire le jeu de la droite ». Ces élections se déroulent dans le contexte de l'affaire du TMC.
En janvier 1971, l'UNEF se déchire au niveau national entre les étudiants communistes, les étudiants du PSU et les étudiants trotskystes. Un bureau de l'AGEC de tendance communiste est élu au début du mois sous l'étiquette « UNEF-Renouveau ». Mais il est aussitôt dénoncé par l'ancien bureau de tendance « unité syndicale » qui rassemble des étudiants de l'ESU et des trotskystes. L'AGEC devient une coquille vide.

## Activités

### Siège
L'association a déménagé plusieurs fois au cours de son existence :
- 30 rue au Canu[note 2] (1884-1885).
- 50 rue Saint-Pierre au 1er étage du café du Grand Balcon (novembre 1885-1924).
- hôtel de Mondrainville (1924-1931)
- 55 rue du Stade[note 3] (1931-1940).
- cour de la Monnaie[note 4] (1940-1944)
- 168 rue Caponière[note 5] (1944-1955)
- place de la mare (1955-1974).

La maison des étudiants située avenue Albert Sorel fut construite à la demande de l'association par la ville de Caen et le conseil général du Calvados. Elle comprenait un restaurant et un hôtel de 124 chambres (avec eau courante, sanitaire, téléphone). Elle fut inaugurée par le président du conseil Raymond Poincaré le 28 octobre 1928. En 1931, l'A établit son siège à côté de la maison des étudiants.

### Vie étudiante
En juin 1894, elle organise les fêtes universitaires de Caen pour ses dix ans. Pendant trois jours, elle organise des festivités dont un congrès des associations d'étudiants. Le 3 juin 1894, elle participe à l'inauguration du nouveau palais des facultés.
Elle organise pendant des années les « Mazagrans-Concerts », le bal de « l'A » (à partir de 1921) et les monômes. Les bals de l'A deviennent au fil des années l'un des événements de la ville. Après la guerre, ils ont d'abord lieu dans les salons de l'hôtel de préfecture du Calvados (1945) puis le nouveau préfet refuse de prêter ses salons. Ils se déroulent ensuite dans l'hôtel Malherbe jusqu'en 1954. Puis ils se déroulent à l'université jusqu'au milieu des années 1970.
Elle organise le 20e congrès de l'UNEF (du 7 au 11 avril 1931), le 50e (du 26 au 31 mars 1961).

### Journal
Elle édite un journal dont la fréquence et le nom varie suivant les époques. Entre 1891 et 1897, elle publie chaque semestre le  bulletin de l'Association qui devient l'Annuaire de l'Association de 1898 à 1925. À partir de 1906, elle publie parallèlement un journal appelé le Caen-Caen. Ce journal suspend sa parution durant la Première Guerre mondiale puis réapparaît sous le nom de Can-Can en mars 1918, jusqu'à la Seconde Guerre mondiale. Après la guerre, il prend le nom de Caen-Can,. Il est appelé le Can-Can de janvier 1954 à novembre 1956. En janvier 1957, il parait sous le nom Can-Caen. À partir de 1959, elle publie « l'AG informe », un bulletin hebdomadaire. Puis, en 1962, elle ressort le Caen - Caen qu'elle vend en kiosque.

### Les monômes
Elle organise des monômes dans les rues de Caen dès sa création. Certains monômes portent des revendications comme en 1922 afin d'obtenir des réductions pour les étudiants au théâtre de Caen. L'activité est suspendue durant la Seconde Guerre mondiale. Après la guerre, les premiers monômes ont des thèmes définis : 1946 : la recloutation de la place Fontette, 1947 la visite de Malikoko 1er dans le « village nègre », 1948 les Gaulois, 1949 la réouverture des maisons closes. Ce fut le dernier monôme, quelques défilés subsistent dans les rues de Caen jusqu'en 1964.

### Dans la ville
Elle coorganise l'élection de la « reine de la ville de Caen » dans les années 1920 avec le comité des fêtes de la ville.
Les étudiants organisent des obsèques pour le passage du dernier tramway le 23 janvier 1937.
Elle organise le premier festival de jazz de la ville en mars 1962.

### Sports
Une première association sportive est créée le 15 décembre 1892 sous le nom d'« Union Sportive des Étudiants de Caen ». Son but est de « développer, parmi ses membres, le goût des exercices physiques et spécialement des exercices de plein air : athlétisme, bâton, boxe, équitation, escrime, football, gymnastique, law-tennis, marche, natation, patinage, rowing, tir, vélocipédie ». Ses couleurs sont le violet et le noir et son équipe de football gagne le championnat de Basse-Normandie de football en 1901, 1902 et 1904. L'union fusionne en février 1911 avec le Club Malherbe caennais. Le 31 mars 1922, l'A fonde le Caen Étudiant Club afin que les étudiants puisse pratiquer des sports. Après quelques années d'existence, le club tombe en désuétude et il faut attendre le mois de mai 1940 pour qu'une nouvelle équipe le relance.

## Mouvements étudiants
Elle participe aux mouvements étudiants en 1925, 1932 et 1935,.
En 1966, l'AGEC mobilise contre le plan Fouchet qui voulait supprimer la première année de propédeutique et la remplacer par des formations spécialisées. Une première manifestation contre le projet rassemble une centaine d'étudiants dans la cour d'honneur de l'université le 17 mars 1966. En novembre 1967, une nouvelle manifestation se déroule contre les conséquences de l'application de la réforme.

## Personnalités

### Présidents de l'Association
- 1884-1885 : Haumant[2]
- 1899-1900 : Delangle[40]
- 1908 : Louis Milboit[41]
- 1917-1918 : Bourlier[42]
- 1926-1927 : Yves Guillet[43]
- 1927-1928 : Henry Segondat[44]
- 1929-1931 : Bernard Lecornu
- 1932-1933 : Coquelin[45]
- 1933-1934 : Roher Hollier-Larousse[46]
- 1934-1936 : Jean Brédiger[47]
- 1936-1937 : Dubois[48]
- 1940-1942 : Louis Laisney[10]
- 1942-1943 : Margie Legastelois-Debelle[9]
- 1943-1944 : Villedieu[49]
- 1944-1945 : Serge Goguel[9]
- 1946-1947 : Gilbert Jeanne[9]
- 1961-1962 : Jean-Paul Lefauconnier[28]
- 1962-1963 : Alain de Bouard[50]
- 1963-1964 : Yves Agnès
- 1964-1965 : Bernard Neveu[51] puis Jean-Louis Cardi[52]
- 1965-1966 : Bernard Guermond[53]
- 1966-1967 : Anne Nicole[54]
- 1967-1968 : Alain Crocq[13]
- 1968-1969 : Daniel Grisel[55]
- 1969-1970 : Gérard Poulouin[56]

### Anciens membres
- Camille Blaisot
- René Coty[3]
- Pierre Aguiton